# 沢村バルブ
沢村バルブ（さわむらバルブ）は滋賀県彦根市にある独立系の各種バルブを製造する企業。商標はマルエス。

## 概要
造船業・各種プラント・発電所など、様々な用途に合わせて各種バルブを製造している。

## 沿革
- 1925年（大正14年）5月 - 澤村由太郎が澤村鉄工所を創設し、バルブとコックの製造・販売を始める。
- 1943年（昭和18年）5月 - 澤村バルブ工業株式会社を設立。鋳鉄・砲金鋳造工場を建設し、一貫作業を始める。
- 1953年（昭和28年）12月 - 運輸省より、青銅弁・船舶用鋳鉄弁に日本工業規格表示許可を得る。
- 1954年（昭和29年）3月 - 通商産業省より、陸用青銅弁に日本工業規格表示許可を得る。
- 1969年（昭和44年）10月 - 現在地に新工場が建ったため、工場を移転する。
- 1976年（昭和51年）1月 - 通商産業省より、陸用鋳鉄弁の日本工業規格表示許可を得る。
- 1990年（平成2年）8月 - NC旋盤・マシニングセンターを導入し、船用弁の自動化生産を開始する。
- 1995年（平成7年）8月 - ダクタイル製20K弁、ステンレス鋼弁の製造を開始する。
- 2002年（平成14年）9月 - 鋳鉄製コックの製造を馬場鉄工所から引き継ぐ（廃業のため）。
- 2004年（平成16年）8月 - 中国から材料の購入を開始する。
- 2008年（平成20年）4月 - 鋳鋼弁の製造を開始する。
- 2011年（平成23年）11月 - 艤装品の製造を開始する。
- 2013年（平成25年）4月 - 沢村バルブへ改称。併せて、ロゴマークの変更を行う。
- 2018年（平成30年）8月 - 国際規格、ISO9001:2015を認証取得する。

（出典：）

## 製品内容
- 船舶用弁
  - 船舶用鋳鉄玉型弁・ネジ締め逆止め玉型弁
  - 船舶用鋳鉄アングル弁・ネジ締め逆止めアングル弁
  - 船舶用鋳鉄仕切弁
  - 船舶用スイング逆止め弁
  - 船舶用鋳鉄リフト逆止め弁
  - 船舶用鋳鉄ホース弁
  - 自動閉鎖弁複式水濾し器
  - 三方向切替弁

- 産業用弁
  - 鋳鉄弁
  - ダクタイル鋳鉄弁
  - ステンレス弁
  - 内面エポキシ樹脂粉体塗装施工
  - 内外面ナイロンコーティング施工
  - 海水用内面全面硬質ゴムライニング施工弁
  - 大気放出弁（蒸気用安全弁）
  - 強制逆止弁（蒸気タービントリップ防止用）

## アクセス
鉄道
- JR琵琶湖線（東海道本線）河瀬駅下車、徒歩15分[注 1][1]。

自動車
- 名神高速道路彦根インターチェンジ下車、45分[1]。